# Homo Homini Award
El Premio Homo Homini (en latín: "Un humano a otro humano") lo otorga anualmente la organización checa de derechos humanos llamado People in Need. Reconocen a "una persona en reconocimiento a su dedicación a la promoción de los derechos humanos, la democracia y las soluciones no violentas a conflictos políticos". El premio se entrega cada marzo en el One World Film Festival, el festival de cine sobre derechos humanos más grande del mundo.

## Ganadores del Premio Homo Homini
Entre los ganadores anteriores del Premio Homo Homini se encuentran los siguientes:
- 1994: Serguéi Kovalev
- 1997: Szeto Wah
- 1998: Ibrahim Rugova
- 1999: Oswaldo Payá Sardiñas
- 2000: Min Ko Naing
- 2001: Zackie Achmat
- 2002: Thích Huyền Quang, Thích Quảng Độ y Thadeus Nguyễn Văn Lý
- 2003: Natasa Kandić
- 2004: Gheorghe Briceag
- 2005: Ales Bialatski y la organización bielorrusa Viasna
- 2006: Svetlana Gannushkina
- 2007: Su Su Nway, Phyu Phyu Thin y Nilar Thein
- 2008: Liu Xiaobo, y simbólicamente a todos los signatarios de la Carta 08
- 2009: Majid Tavakoli y Abdollah Momeni
- 2010: Azimzhan Askarov
- 2011: Coordenada de Médicos de Damasco
- 2012: Intiqam Aliev
- 2013: Sapijat Magomedova
- 2014: Suad Nawfal
- 2015: once disidentes de los 75 disidentes cubanos ex encarcelados, que se negaron a salir del país para luchar por la democracia
- 2016: Comité para la Prevención de la Tortura (Rusia)
- 2017: Phạm Đoan Trang
- 2018: Francisca Ramírez
- 2019: Buzurgmehr Yorov[4]
- 2020: Marfa Rabkova, Andrei Chapiuk, Leanid Sudalenka, Tatsiana Lasitsa del Centro de Derechos Humanos de Viasna[5]
- 2021 : Mahienour El-Massry[6]